# Dichomitus newhookii
Dichomitus newhookii är en svampart som beskrevs av P.K. Buchanan & Ryvarden 2000. Dichomitus newhookii ingår i släktet Dichomitus och familjen Polyporaceae.   Inga underarter finns listade i Catalogue of Life.